# The Venezuelan Zinga Son, Vol.1
The Venezuelan Zinga Son, Vol. 1 es el cuarto álbum de la banda Venezolana Los Amigos Invisibles, fue lanzado al mercado el 4 de mayo de 2004. El álbum se caracteriza por traer ritmos más electrónicos aderezados con el sabor característico de la banda.

## Canciones
1. Rico pa' gozá
2. Comodón Johnson
3. Una disco llena
4. Venezuelan zinga son
5. Playa azul
6. Ease your mind
7. Isyormain
8. Gerundio
9. Ojos cerrando
10. Esto es lo que hay
11. Majunche
12. Mambo chimbo
13. Diablo
14. Calne
15. Superfucker
16. Bruja
17. Las gorditas de Mario

- Datos: Q4251044